# Tatai AC
A Tatai Atlétikai Club (TAC) (korábban Tata és Tóvárosi Atlétikai Club, MÁV-TAC-MADISZ, Tatai Honvéd Atlétikai Club)egy sportegyesület, melynek székhelye Tata, Komárom-Esztergom megye. A TAC több szakosztályt üzemeltet, többek között férfi és női kézilabda, valamint labdarúgó, asztalitenisz és küzdősport szakosztály is működik az egyesület égisze alatt. A TAC férfi kézilabdacsapata a 2011-2012-es szezonban a magyar férfi kézilabda NB I-ben szerepelt. 5 éves szünet után újra felnőtt labdarúgócsapata is van a városnak, a 2012-2013-as szezonban az együttes a megyei III. osztályban indult. 2012 augusztusában az egyesület bejelentette, hogy újjáalakul az atlétikai szakosztály is. 

## Az egyesület történelme
Már 1880-ban felmerült az a gondolat, hogy az akkor divatossá váló labdajáték művelésére valamiféle egyesületet alapítsanak, hozzanak létre. Mindez érdeklődés hiányában nem valósult meg. Az alkalmi futballmérkőzések megrendezésére 1909-ben megalakult az Iparos Ifjak Körének testedző alosztályaként a Tatai és Tóvárosi Testedzők (TTK) futballcsapata.A tóvárosi grundokon (Brüll placc, Hattyúliget utca, Gyár és Almási utca vége) egyre több fiatal fiú jött össze és kergette a labdát a közeli Katona-mezőn, kiegészülve néhány gimnazistával. Ezek az ismeretlen fiúk az Angliából hazajött Skrabák István támogatásával 1910. július 31-én Tata-Tóvárosi Sport Club néven 4:1 arányban elszenvedték első vereségüket a Megyeri Sport Clubtól, majd az új futballcsapat 1910 őszétől rendszeresen  Tatai és Tóvárosi Atlétikai Club (TAC) néven játszotta a mérkőzéseit. Színük fekete-fehér lett. Alapszabályuk még nem volt, azt 1923-ban szentesítette a belügyminiszter.
1948 nyarán a MADISZ megszűnésével a TAC a MÁV helyett a Szakmaközi Bizottsággal szövetkezett és az egyesület Szakszervezeti TAC néven szerepelt tovább. Az egyesület továbbra is anyagi gondokkal küszködött és gyakorlatilag a szakosztályok tevékenysége csak a labdarúgókra korlátozódott. A számtalan sportegyesület működött a városban és sokszor igen jelentős eredményeket mutattak fel, de támogatás hiányában néhány megszűnt, néhány pedig fuzionált. Majd minden egyesület foglalkozott labdarúgással és egyéb csapatsportokkal is. 1970-es évek elejére a városban 4 nagyobb egyesület működött. Tata városának sportéletében radikális változást eredményezett, amikor a négy legeredményesebb egyesület elhatározta a fúziót. A TAC sportegyesület alakuló közgyűlésén 1971 október 23-án új korszak kezdődött Tata sportéletében. A létesítményhelyzet is javulásnak indult, 1976-ban megépült az atlétikai pálya, 1977-ben átadásra került a füves labdarúgó pálya valamint még azonos évben megépült a kajak-kenu tanmedence. 1980-ban a volt Villanytelepen (AGROKER) átalakított épületében kialakították a tornatermet, az edzőtermet, az öltözőket a fürdőkkel és az irodahelyiségeket. Az 1980-as évek végére romlott az egyesület anyagi helyzete, melyet csak 1995-re sikerült stabilizálni.
Az egyesület 2012. májusában vette fel régi-új nevét, elhagyva a "H" betűt nevéből, mely a Honvédséget jelölte.

## Külső hivatkozások
- A csapat hivatalos Facebook oldala
- Az egyesület hivatalos weboldala